# Phragmites karka
Phragmites karka är en gräsart som först beskrevs av Anders Jahan Retzius, och fick sitt nu gällande namn av Carl Bernhard von Trinius och Ernst Gottlieb von Steudel. Phragmites karka ingår i släktet vassläktet, och familjen gräs. Inga underarter finns listade i Catalogue of Life.